# Pertyoideae
Pertyoideae je potporodica glavočika. Sastoji se od jednog tribusa, Pertyeae, sa šest rodova, a ime je dobila po rodu Pertya.

## Rodovi
1. Pertya Sch. Bip. (29 spp.)
2. Ainsliaea DC. (54 spp.)
3. Catamixis Thomson (1 sp.)